# Diocèse de Pontoise
Pour les articles homonymes, voir Pontoise (homonymie).
Le diocèse de Pontoise est une Église particulière de l’Église catholique dont le territoire correspond au département du Val-d'Oise, soit 1 246 km2 et 1 256 607 habitants (2021). Le siège épiscopal du diocèse créé le 9 octobre 1966 par le pape Paul VI est localisé à Pontoise.
L'église Saint-Maclou de Pontoise est devenue cathédrale à la création du diocèse en 1966, dédiée à Maclou, saint patron du diocèse.

Le diocèse de Pontoise dépend de la province ecclésiastique de Paris.

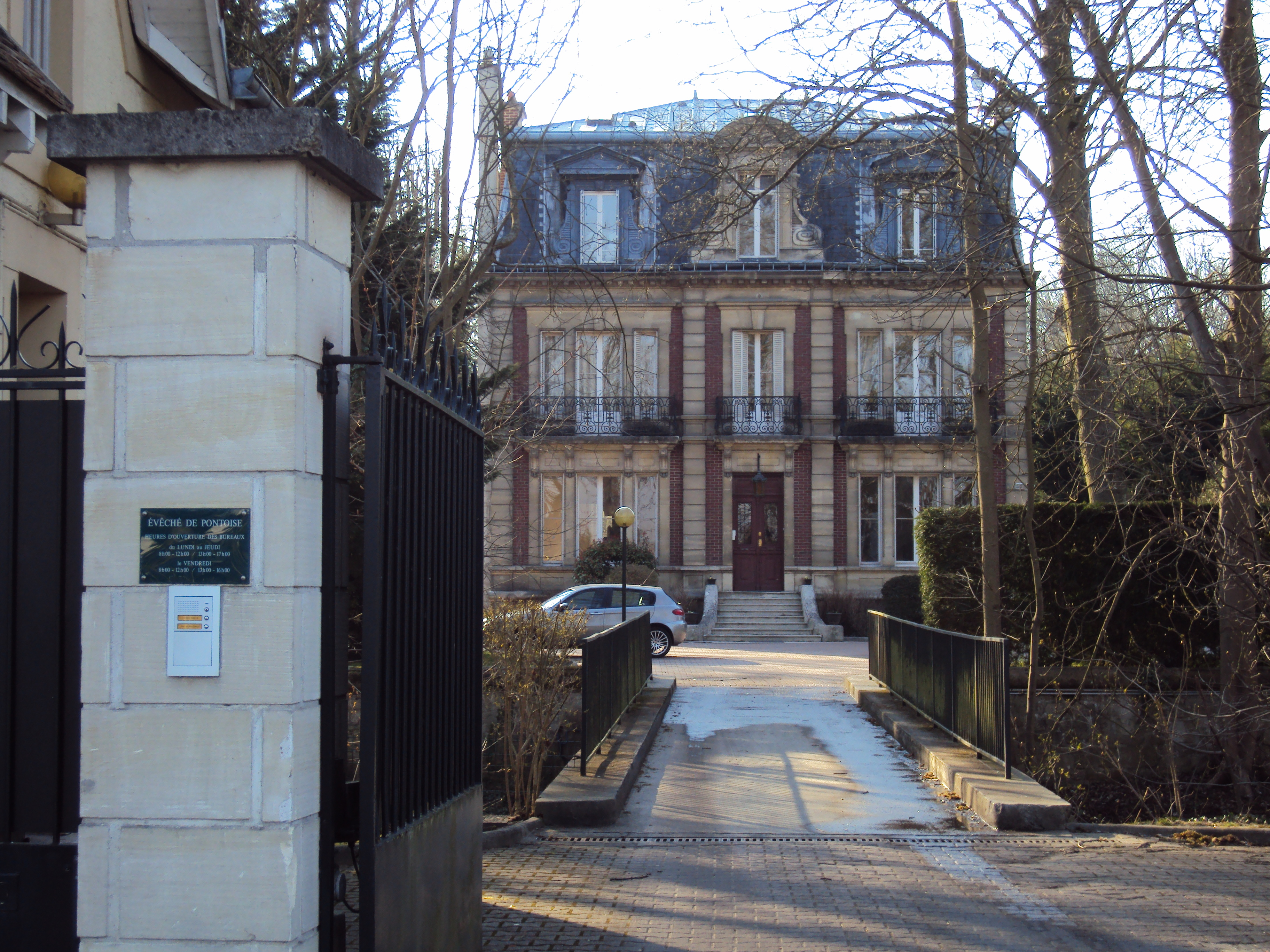
L'évêché du diocèse de Pontoise.

Depuis le 15 septembre 2024, Benoît Bertrand est évêque de Pontoise.

## Évêques de Pontoise
- André Rousset 1966-1988, décédé en 1994
- Thierry Jordan 1988-1999, transféré à Reims (1999)
- Hervé Renaudin 2000-2003, décédé en 2003
- Jean-Yves Riocreux 2003-2012
- Stanislas Lalanne, 2013-2024[2]
- Benoît Bertrand depuis 2024

## Organisation de l'Église diocésaine
En 2023, le nombre de paroisses du diocèse de Pontoise s'élève à 191. On dénombre 9 Groupements paroissiaux, 4 Secteurs pastoraux et 12 Doyennés : le doyenné du Vexin, le doyenné de Cergy, le doyenné de Pontoise, le doyenné de Beaumont, le doyenné d'Herblay-Taverny, le doyenné d'Ermont-Eaubonne, le doyenné d'Argenteuil, le doyenné d'Écouen, le doyenné d'Enghien, le doyenné de Sarcelles, le doyenné de Gonesse et le doyenné de Luzarches.

### Doyennés
Le doyenné du Vexin est composé du secteur pastoral du Vexin-Ouest, réparties en trois pôles : Bray-et-Lû, Magny-en-Vexin, Vétheuil et secteur pastoral d'Avernes et de Marines.
Le doyenné de Cergy est composé de la paroisse de Cergy, du groupement de Vauréal, du groupement de Menucourt, de la paroisse d'Eragny-sur-Oise, de la paroisse de Courdimanche et de la paroisse de Puiseux-Pontoise.
Le doyenné de Pontoise est composé de la paroisse de Saint-Ouen-l'Aumone, de la paroisse d'Osny, de la paroisse d'Auvers-Butry, Ennery-Livilliers-Hérouville, Pontoise et de la paroisse de Pierrelaye.
Le doyenné de Beaumont est composé du groupement de Méry-sur-Oise, du groupement de Beaumont-sur-Oise, du groupement paroissial de l'Isle-Adam, du groupement paroissial de Persan et du groupement paroissial du Sausseron.
Le doyenné d'Herblay-Taverny est composé du groupement paroissial de Taverny, Beauchamp, Bessancourt, de la paroisse de La Frette-sur-Seine, de la paroisse de Cormeilles-en-Parisis, de la paroisse de Montigny-les-Cormeilles, de la paroisse d'Herblay et de la paroisse de Saint-Leu-la-Forêt.
Le doyenné d'Ermont-Eaubonne est composé de la paroisse de Franconville, de la paroisse de Montlignon, de la paroisse de Margency , de la paroisse du Plessis-Bouchard, de la paroisse d'Ermont, de la paroisse de Saint-Prix , de la paroisse de Sannois et de la paroisse d'Eaubonne.
Le doyenné d'Argenteuil est composé des paroisses de la basilique Saint-Denys, qui abrite la Sainte Tunique, l'église Notre-Dame-de-Lourdes, avec la chapelle Sainte-Bernadette et la chapelle Saint-Jean, confiée aux Fils de la Charité, Saint-Jean-Marie-Vianney et Sainte-Geneviève; ainsi que de la paroisse Saint-Martin de Bezons. Il est à noter que depuis 2017 les paroisses Saint-Ferdinand d'Argenteuil et Saint-Paul-des-Raguenets de Saint-Gratien ne font plus partie du doyenné d'Argenteuil et sont désormais rattachées au doyenné d'Enghien-Montmorency, en formant une seule paroisse avec l'église Saint-Joseph d'Enghien-les-Bains et l'église Saint-Gratien de Saint-Gratien.
Le doyenné d'Écouen est composé du groupement d'Écouen, du groupement de Saint-Brice-sous-Forêt, de la paroisse de Bouffémont, de la paroisse de Montsoult et de la paroisse de Domont.
Le doyenné d'Enghien-Montmorency est composé de la paroisse de Montmorency, de la paroisse de Groslay, de la paroisse d'Enghien-les-Bains, de la paroisse de Deuil-la-Barre, de la paroisse de Saint-Gratien, de la paroisse de Soisy-Andilly et de la paroisse de Montmagny.
Le doyenné de Sarcelles est composé de la paroisse de Garges-les-Gonesse et de la paroisse de Sarcelles.
Le doyenné de Gonesse est composé du groupement de Goussainville - Le Thillay - Fontenay - Vaud'herland, de la paroisse de Villiers-le-Bel, de la paroisse de Gonesse et de la paroisse d'Arnouville.
Le doyenné de Luzarches est composé du groupement paroissial de Louvres, de la paroisse de Viarmes, du groupement paroissial de Fosses, de la paroisse de Belloy-en France et de la paroisse de Luzarches.

## Finances du diocèse
La première ressource du diocèse de Pontoise est le denier de l’Église. Il ne dépend que de la contribution volontaires des personnes. L'objectif est d'atteindre les 3 millions d'euros par an, or cette collecte annuelle dépasse à peine les 2 millions d'euros. La situation financière du diocèse de Pontoise est fragile.
Le denier 2013 s’est élevé à 2,15 millions d’euros, financé par 9 700 contributeurs. 

## Enseignement catholique
L'enseignement catholique joue un rôle important dans le Val d'Oise puisqu'il prend en charge 58 unités pédagogiques qui accueillent 18 000 élèves entre 3 et 20 ans : école maternelle et primaire, collège, lycée général et technologique, lycée professionnel. Les établissements scolaires catholiques du Val d'Oise sont au premier rang de la réussite au baccalauréat : lycée de Pontoise, Notre-Dame de Bury, Notre-Dame d'Enghien…

## Événements

### Ostension 2016
Le 20 septembre 2015, Stanislas Lalanne, évêque de Pontoise et gardien de la Sainte Tunique, rétablit le titre de recteur pour le curé-doyen de la basilique et annonce une ostension exceptionnelle du 25 mars au 10 avril 2016 afin de marquer à la fois les 50 ans du diocèse de Pontoise, les 150 ans de la basilique et l'année sainte du jubilé de la Miséricorde. Une conférence de presse postérieure et l'ouverture d'un site internet dédié confirment la décision. Cette ostension exceptionnelle ayant attiré plus de 200 000 pèlerins, chiffre repris par diverses sources, Stanislas Lalanne s’interroge devant ce succès sur l’opportunité d’augmenter dorénavant la cadence des ostensions.

### La Grande Assemblée 2018
À l'occasion des 50 ans du diocèse de Pontoise en 2016, Stanislas Lalanne a souhaité entrer dans une démarche missionnaire synodale. La grande assemblée a eu lieu les 19 et 20 mai 2018, pour le week-end de Pentecôte, à l'école Saint-Martin-de-France à Pontoise.
Le samedi 19 mai 2018 au soir, une veillée de louange et d'adoration était organisée par des jeunes du diocèse, à cette occasion 10 lycéens ont été baptisés. Environ 2 000 personnes étaient présentes à cette veillée.
Le lendemain, dimanche 20 mai 2018, a été l'occasion d'un rassemblement diocésain. La journée s'est terminée par la messe de la Pentecôte à 16 heures, présidée par Stanislas Lalanne, qui a réuni près de 15 000 personnes. Le pape François s'est adressé aux catholiques du Val-d'Oise grâce à une vidéo. La messe était diffusée en direct sur radio Notre Dame

## Statistiques
Selon l'Annuaire pontifical, le diocèse de Pontoise comptait en 2013 un nombre de 860 600 catholiques pour 1 185 379 habitants (72,6 %) desservis par 184 prêtres, dont 116 séculiers et 68 réguliers (4 677 baptisés par prêtre), avec 27 diacres permanents, 83 religieux et 116 religieuses, dans 194 paroisses.